# Prima leben und stereo
Prima leben und stereo (PLUS) war ein jeweils am ersten Augustwochenende stattfindendes Open-Air Rock-Festival in Freising, das vom gleichnamigen Kulturverein veranstaltet wurde. Es fand seit 1991 am Vöttinger Weiher statt. Die Bands kamen überwiegend aus der deutschsprachigen, alternativen Gitarrenrockszene.

## Geschichte
Ein Festival am Vöttinger Weiher fand zum ersten Mal im Jahr 1991 statt. Seit 1994 wurde es vom ortsansässigen Kulturverein Prima leben und stereo mit bis zu 200 freiwilligen Helfern organisiert. Es wurde in den letzten Jahren jeweils von 5.000 Gästen pro Tag (insgesamt 10.000) besucht und war viele Jahre regelmäßig ausverkauft. Der Verein veranstaltet auch die Nacht der Musik in Freising, den Freisinger Advent und das Kino am Rang, bei dem eine Woche lang am Campus Weihenstephan Kinofilme unter freiem Himmel gezeigt werden. Das Festival am Vöttinger Weiher feierte am 2. und 3. August 2013 sein 20-jähriges Jubiläum. Aufgetreten sind dabei unter anderem die Bands Tocotronic und Moop Mama. 2015 fand das Festival voraussichtlich das letzte Mal am Vöttinger Weiher statt, da die Westtangente Freising gebaut wurde, die schließlich Anfang 2022 eröffnet wurde. 2024 soll das Festival wieder stattfinden.

## Bands
1999:
Internal Combustion, Die Co-Stars, Manana Beat, Rescue Annie, Meadowsweet, Wunschkonzert, Testbild, Stonehenge, The Presley Family
2000:
Mazda 929, Floor, The Motorpsychos, Maddoc, Cosmic Daisy, Pelzig, Big Jim, Juice, Les Dickinsons, Fluid Preem
2001:
Anajo, Explosionsgefahr, Unser kleiner Dackel, Loony, Les Garcons, Mind Kiosk, Schein, Radio Bikini, Killerkouche, Atomic, Rockformation Diskokugel, Implement Airport
2002:
Ugool, Cosy Crack, Celest, Rebel Creation, The Electric Club, Liquid Loop, Dailysoap, Homeslice, Tonair, Crash Tokio, Trashmonkeys, Disfunction
2003:
Readymade, Bernd Begemann, Diska, Klee, Redondo Beat, Tiki Tiki Bamboooos, Frank Popp Ensemble, Miles, Porous, Warum, Five Leaves Left, Unexplored
2004:
Virginia Jetzt!, Blumentopf, The Flames, Die Moulinettes, Angelika Express, Phonoboy, Cosmic Casino, Studio Grande, Stilleben, Crank, Dataplexis, Treetone
2005:
Nova International, Tomte, Astra Kid, Tele, Sofaplanet, The Spam, Les Babacools, Slut, Superpunk, Campus, Beatplanet, Lagoon
2006:
Die Sterne, The Robocop Kraus, Texta, Mediengruppe Telekommander, Monta, Timid Tiger, Petsch Moser, Hund am Strand, Dr. Norton, The Dalles, Kellerkind, Fertig, Los!, Glückskleepflücker, Five! Fast!! Hits!!!
2007:
Jeans Team, Kante, das Pop, Console, Fotos, Olli Schulz und der Hund Marie, Naked Lunch, Rainer von Vielen, Yucca, Freizeit 98, Die Herren Polaris, Pardon Ms. Arden, Dear Henry Bliss, Autopilot
2008:
Attwenger, Polarkreis 18, My New Zoo, Anajo, Jonas Goldbaum, Winterkids, Frank Spilker Gruppe, Monostars, Madsen
2009:
Bonaparte, Kissogram, Stereo Total, Mediengruppe Telekommander, Dan le Sac vs. Scroobius Pip, Gods of Blitz, Trashmonkeys, Manuel Normal, Sickcity, UhOh, Lampert, Kommando Elefant, Sutcliffe, Vaccine
2010:
Fehlfarben, Die Sterne, Blumentopf, Texta, Ja, Panik, Bratze, Virginia Jetzt!, Jens Friebe, Pillow Fight Club, Sir Simon Battle, Mexican Elvis, Big Kahoona, Kleinmeister, Rainman & Snaretom
2011:
Kaizers Orchestra, The Thermals, Klee, Schlachthofbronx, Kilians, Chikinki, Beat!beat!beat!, Doppel D, Kakkmaddafakka, Panda People, Dobre & Sepp Kennedy, Chinese Silk & Videotape, Die Reste von gestern, Radio Riot
2012:
The Notwist, Frittenbude, Jeans Team, Fiva & Das Phantom Orchester, Fuck Art, Let’s Dance!, Effi, Bodi Bill, Auletta, Die Türen, Vierkanttretlager, pandoras.box, Monday Tramps, Nerds on Prom Night, Young Chinese Dogs
2013:
Tocotronic, Blumentopf, Bernd Begemann & die Befreiung, Main Concept, Sizarr, Moop Mama, Claire, Grossstadtgeflüster, Desmond Myers, Garish, The Dope, The Mustard Tubes, Red Blood Cells, Kuzza
2014:
FM Belfast, Left Boy, Fiva, Egotronic, Ja, Panik, Mighty Oaks, OK Kid, Rainer von Vielen, Aloa Input, Edgar Wasser, Fatoni, Naked Feen, No goes
2015:
Stilbruch, Nörd, Philipp Dittberner, Trümmer, Talisco, Booka Shade, Roger & Schu, Impala Ray, Cosby, Die Liga der gewöhnlichen Gentlemen, Monaco F, Die Orsons, TNT (Blumentopf & Texta), Saalschutz